# Le Valtin
Le Valtin település Franciaországban, Vosges megyében. Lakosainak száma 74 fő (2022. január 1.). Le Valtin Plainfaing, Soultzeren, Stosswihr, Ban-sur-Meurthe-Clefcy és Xonrupt-Longemer községekkel határos.

## Népesség
A település népességének változása:
| Lakosok száma | 92   | 81   | 77   | 74   | 73   | 73   | 74   | 74   | 74   |
|               | 2013 | 2015 | 2016 | 2017 | 2018 | 2019 | 2020 | 2021 | 2022 |